# غيرسون دا سيلفا
غيرسون دا سيلفا (بالبرتغالية: Gérson da Silva‏) هو لاعب كرة قدم برازيلي في مركز الهجوم، ولد في 23 سبتمبر 1965 في ريو دي جانيرو في البرازيل، وتوفي في 17 مايو 1994 في غواروجا في البرازيل. شارك مع منتخب البرازيل تحت 20 سنة لكرة القدم ومنتخب البرازيل لكرة القدم. أما مع النوادي، فقد لعب مع أتلتيكو مينيرو وباوليستا ونادي إنترناسيونال ونادي سانتوس ونادي غواراني.

## وصلات خارجية
- غيرسون دا سيلفا على موقع الاتحاد الدولي (مؤرشف)  (الإنجليزية)
- غيرسون دا سيلفا على موقع قاعدة بيانات كرة القدم.إي يو (الإنجليزية)
- غيرسون دا سيلفا على موقع ناشيونال فوتبول تيمز (الإنجليزية)